# الهنداوية (مكة المكرمة)
حي الهنداوية، أحد أحياء مكة المكرمة وهو حي سكني تابع لبلدية المسفلة يحده حي الخالدية جنوباً والعتيبية شمالاً وحي الرصيفة وحي النزهة غربا وحي المنصور شرقاً.

## النطاق الجغرافي
يتبع حي الهنداوية بلدية المسفلة التي تمتد من الطريق الدائري الثاني وطريق" أم القرى" شمالاً، إلى طريق الدائري الثالث مروراً بموقف حجز السيارات بكدي جنوباً، ومن طريق الأمير "متعب بن عبد العزيز" شرقاً، إلى الطريق الدلئري الثالث غرباً، وتضم ثمانية أحياء مثل "حي "المسفلة"، وحي "كدي".

### المناخ
كما هو في أحياء مكة.
| البيانات المناخية لـمكة           | البيانات المناخية لـمكة | البيانات المناخية لـمكة | البيانات المناخية لـمكة | البيانات المناخية لـمكة | البيانات المناخية لـمكة | البيانات المناخية لـمكة | البيانات المناخية لـمكة | البيانات المناخية لـمكة | البيانات المناخية لـمكة | البيانات المناخية لـمكة | البيانات المناخية لـمكة | البيانات المناخية لـمكة | البيانات المناخية لـمكة |
| الشهر                             | يناير                   | فبراير                  | مارس                    | أبريل                   | مايو                    | يونيو                   | يوليو                   | أغسطس                   | سبتمبر                  | أكتوبر                  | نوفمبر                  | ديسمبر                  | المعدل السنوي           |
| --------------------------------- | ----------------------- | ----------------------- | ----------------------- | ----------------------- | ----------------------- | ----------------------- | ----------------------- | ----------------------- | ----------------------- | ----------------------- | ----------------------- | ----------------------- | ----------------------- |
| الدرجة القصوى °م (°ف)             | 37.0 (98.6)             | 38.3 (100.9)            | 42.0 (107.6)            | 44.7 (112.5)            | 49.4 (120.9)            | 49.4 (120.9)            | 49.8 (121.6)            | 49.6 (121.3)            | 49.4 (120.9)            | 46.8 (116.2)            | 40.8 (105.4)            | 37.8 (100.0)            | 49.8 (121.6)            |
| متوسط درجة الحرارة الكبرى °م (°ف) | 30.2 (86.4)             | 31.4 (88.5)             | 34.6 (94.3)             | 38.5 (101.3)            | 41.9 (107.4)            | 43.7 (110.7)            | 42.8 (109.0)            | 42.7 (108.9)            | 42.7 (108.9)            | 39.9 (103.8)            | 35.0 (95.0)             | 31.8 (89.2)             | 37.9 (100.3)            |
| المتوسط اليومي °م (°ف)            | 23.9 (75.0)             | 24.5 (76.1)             | 27.2 (81.0)             | 30.8 (87.4)             | 34.3 (93.7)             | 35.7 (96.3)             | 35.8 (96.4)             | 35.6 (96.1)             | 35.0 (95.0)             | 32.1 (89.8)             | 28.3 (82.9)             | 25.5 (77.9)             | 30.7 (87.3)             |
| متوسط درجة الحرارة الصغرى °م (°ف) | 18.6 (65.5)             | 18.9 (66.0)             | 21.0 (69.8)             | 24.3 (75.7)             | 27.5 (81.5)             | 28.3 (82.9)             | 29.0 (84.2)             | 29.3 (84.7)             | 28.8 (83.8)             | 25.8 (78.4)             | 22.9 (73.2)             | 20.2 (68.4)             | 24.6 (76.2)             |
| أدنى درجة حرارة °م (°ف)           | 11.0 (51.8)             | 10.0 (50.0)             | 13.0 (55.4)             | 15.6 (60.1)             | 20.3 (68.5)             | 22.0 (71.6)             | 23.4 (74.1)             | 23.4 (74.1)             | 22.0 (71.6)             | 18.0 (64.4)             | 16.4 (61.5)             | 12.4 (54.3)             | 10.0 (50.0)             |
| معدل هطول الأمطار مم (إنش)        | 20.6 (0.81)             | 1.4 (0.06)              | 6.2 (0.24)              | 11.6 (0.46)             | 0.6 (0.02)              | 0.0 (0.0)               | 1.5 (0.06)              | 5.6 (0.22)              | 5.3 (0.21)              | 14.2 (0.56)             | 21.7 (0.85)             | 21.4 (0.84)             | 110.1 (4.33)            |
| متوسط أيام هطول الأمطار           | 4.1                     | 0.9                     | 2.0                     | 1.9                     | 0.7                     | 0.0                     | 0.2                     | 1.6                     | 2.3                     | 1.9                     | 3.9                     | 3.6                     | 23.1                    |
| متوسط الرطوبة النسبية (%)         | 58                      | 54                      | 48                      | 43                      | 36                      | 33                      | 34                      | 39                      | 45                      | 50                      | 58                      | 59                      | 46                      |
| المصدر:                           |                         |                         |                         |                         |                         |                         |                         |                         |                         |                         |                         |                         |                         |

## انظر ايضاً
- مكة المكرمة
- القشاشية

## وصلات خارجية
- حارة أجيـاد.
- حكاية تاريخ وشاهد تحوّل.